# Serraninae
Serraninae, potporodica riba porodice Serranidae, red Perciformes. Sastoji se od dvanaest rodova: Acanthistius, Bullisichthys, Centropristis, Chelidoperca, Cratinus, Diplectrum, Hypoplectrus, Paralabrax, Parasphyraenops, Schultzea, Serraniculus, Serranus.